# Igor' Spasovchodskij
Igor' Igorevič Spasovchodskij (in russo Игорь Игоревич Спасовходский?; Mosca, 1º agosto 1979) è un ex triplista russo.

## Palmarès
| Anno | Manifestazione   | Sede      | Evento       | Risultato | Prestazione | Note |
| ---- | ---------------- | --------- | ------------ | --------- | ----------- | ---- |
| 2000 | Europei indoor   | Gand      | Salto triplo | 14º (q)   | 16,31 m     |      |
| 2000 | Giochi olimpici  | Sydney    | Salto triplo | 33º (q)   | 15,79 m     |      |
| 2001 | Europei under 23 | Amsterdam | Salto triplo | Argento   | 17,08 m     |      |
| 2001 | Mondiali         | Edmonton  | Salto triplo | Bronzo    | 17,44 m     |      |
| 2001 | Universiadi      | Pechino   | Salto triplo | 4º        | 16,91 m     |      |
| 2002 | Europei indoor   | Vienna    | Salto triplo | 7º        | 16,52 m     |      |
| 2002 | Europei          | Monaco    | Salto triplo | 16º (q)   | 16,28 m     |      |
| 2003 | Mondiali         | Parigi    | Salto triplo | 20º (q)   | 16,45 m     |      |
| 2005 | Europei indoor   | Madrid    | Salto triplo | Oro       | 17,20 m     |      |
| 2005 | Mondiali         | Helsinki  | Salto triplo | 16º (q)   | 16,45 m     |      |
| 2006 | Mondiali indoor  | Mosca     | Salto triplo | 5º        | 17,25 m     |      |
| 2008 | Giochi olimpici  | Pechino   | Salto triplo | 9º        | 16,79 m     |      |
| 2009 | Europei indoor   | Torino    | Salto triplo | Bronzo    | 17,15 m     |      |
| 2009 | Mondiali         | Berlino   | Salto triplo | 7º        | 16,91 m     |      |
| 2010 | Mondiali indoor  | Doha      | Salto triplo | 8º        | 16,42 m     |      |